# Musical Monsters
Musical Monsters ist ein Musikalbum von Don Cherry, John Tchicai, Irène Schweizer, Léon Francioli, Pierre Favre, das am 30. August 1980 auf dem Jazz Festival Willisau  aufgenommen und am 15. August 2016 bei Intakt Records veröffentlicht wurde.

## Hintergrund
Es war eine der legendären Begegnungen auf dem Jazz Festival Willisau 1980. Der Bandname Musical Monsters resultiert daher, dass der Auftritt des Trompeters Don Cherry ungewiss war. Das Festival entschied sich daher in der Ankündigung für eine anonyme Bandbezeichnung. Der Livesession Musical Monsters voran ging 1975 ein Auftritt eines Teils der Gruppe auf dem Festival von Willisau; die Pianistin Irene Schweizer und der Altsaxophonist John Tchicai traten damals bei dem Schweizer Festival in einem Quartett mit Buschi Niebergall und Makaya Ntshoko auf. Fünf Jahre später kam der Trompeter Don Cherry hinzu; der Schweizer Bassist Leon Francioli und der Schlagzeuger Pierre Favre bildeten die Rhythmusgruppe. Aufgezeichnet wurde die Session von dem Toningenieur Peter Pfister (HatHut Records); das Programm bestand aus vier losen kompositorischen Angelpunkten mit zahlreichen kollektiven improvisatorischen Entscheidungsfindungen. Drei der Themen lieferte John Tchicai; eine vierte thematische „Leihgabe“ stammte von dem mit Tchicai befreundeten Gitarristen Pierre Dørge („Real Kristen“).
Der Mitschnitt wurde 35 Jahre später von der beteiligten Pianistin Irene Schweizer in dem Archiv des Festivalproduzenten Niklaus Troxler wiederentdeckt. In den Liner Notes schrieb Christian Rentsch: „Die Musik auf diesen Bändern klingt so unverschämt frisch und lebendig, so unverstaubt und zeitlos aktuell wie nur wenige Aufnahmen aus jener längst vergangenen Zeit des europäischen Freejazz. Eine Musik, die sich auf das Abenteuer einlässt, die sich die Freiheit nimmt, spielend Stilgrenzen sprengt, ohne grenzenlos auszuufern.“

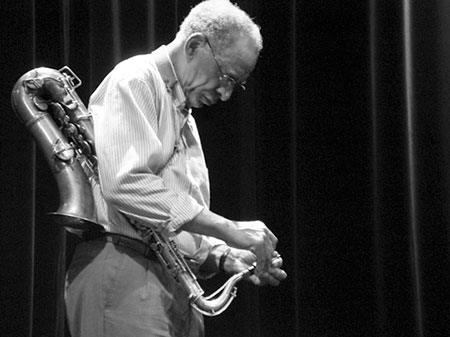
John Tchicai 2014

## Titelliste
- Don Cherry, John Tchicai, Irene Schweizer, Leon Francioli, Pierre Favre: Musical Monsters (Intakt CD 269/2016[4])

1. Musical Monsters 1 [Includes „Real Kirsten“ (Don Cherry)] 12:47
2. Musical Monsters 2 [Includes „Transportation of Noodles“ (John Tchicai)] 22:40
3. Musical Monsters 3 [Includes „Xongly“ (Pierre Dørge)] 17:05
4. Musical Monsters 4 [Includes „Pà Tirstag“ (John Tchicai)] 6:51

## Rezeption
Derek Taylor schrieb in Dusted, der erste Titel, „Real Kristen“ materialisiere sich in flüchtiger melodischer Form, „bevor die vier in einem Sound-Rotkehlchen von improvisierten Leads und Verfolgungsjagden zu den Rennen gehen. Francioli und Favre vereinen sich zu einem lebhaften bunten Gewebe, aber der resultierende rhythmische Stoff ist überraschend elastisch und porös. Die Verstärkung des Bassisten verleiht seinen Rennpizzicato-Läufen zusätzlichen Schwung und mehr als eine Gelegenheit, den Anschein von humorvoller Respektlosigkeit.“ „Cherry und Tchicai sind ungewöhnlich gut geeignete Kontrastfiguren, und jede Rolle wechselt zwischen düsteren Legato-Grübeleien und heftigeren Stakkato-Explosionen. Schweizer drängt oft in die Mitte hinein oder gibt sich ganz hin und legt ihre Beiträge zeitlich genau fest, wobei sie die größeren Architekturen berücksichtigt. Ein solcher Umweg führt nach drei Vierteln zu dem ersten Indexpunkt, da die Hörner offene melodische Ouvertüren mit knappen Antworten des Klaviers austauschen, bevor Schweizer es für eine kurze Weile alleine macht. Die vorsichtige Rückkehr von Francioli und Favre füllt das Stück mit schwellender Erhabenheit und ersetzt die frühere Strenge durch ein fast überfließendes Pathosgefühl.“
„Transportation of Noodles“ klinge im Vergleich zu Steve Lacy fast wie eine Mischung aus Wiederholung, gesprochenem Wort und roher Melodie, die der Komponist Tchicai ohne seine Kollegen äußere, so Taylor weiter. „Francioli schlägt ein schroffes, aber verspieltes Kinderreim-Muster als Antwort, aber es ist die Show des Altisten [Tchicai], bis ein vollständiger Bandeintritt nach etwa vier Minuten eingetreten ist. Eine kreisförmige Unisono-Passage an der Sechs-Minuten-Marke bedeutet eine andere Abweichung in der Richtung, in der jeder Spieler mitspielt und das Ostinato in überlappenden Bahnen untergräbt. Wieder einmal ist Favres geschickter, aber durchsetzungsstarker Ansatz ein unersetzlicher Vorteil beim Erhalt der rhythmischen Integrität, die der gesprächigen und oft leidenschaftlichen Konversation zwischen Tchicai und Cherry zugrunde liegt. Ein den Rang ablaufendes Percussion-Solo voller fesselnder Raum- und Texturenumrahmung verleiht dem Stück eine grandiose Note.“

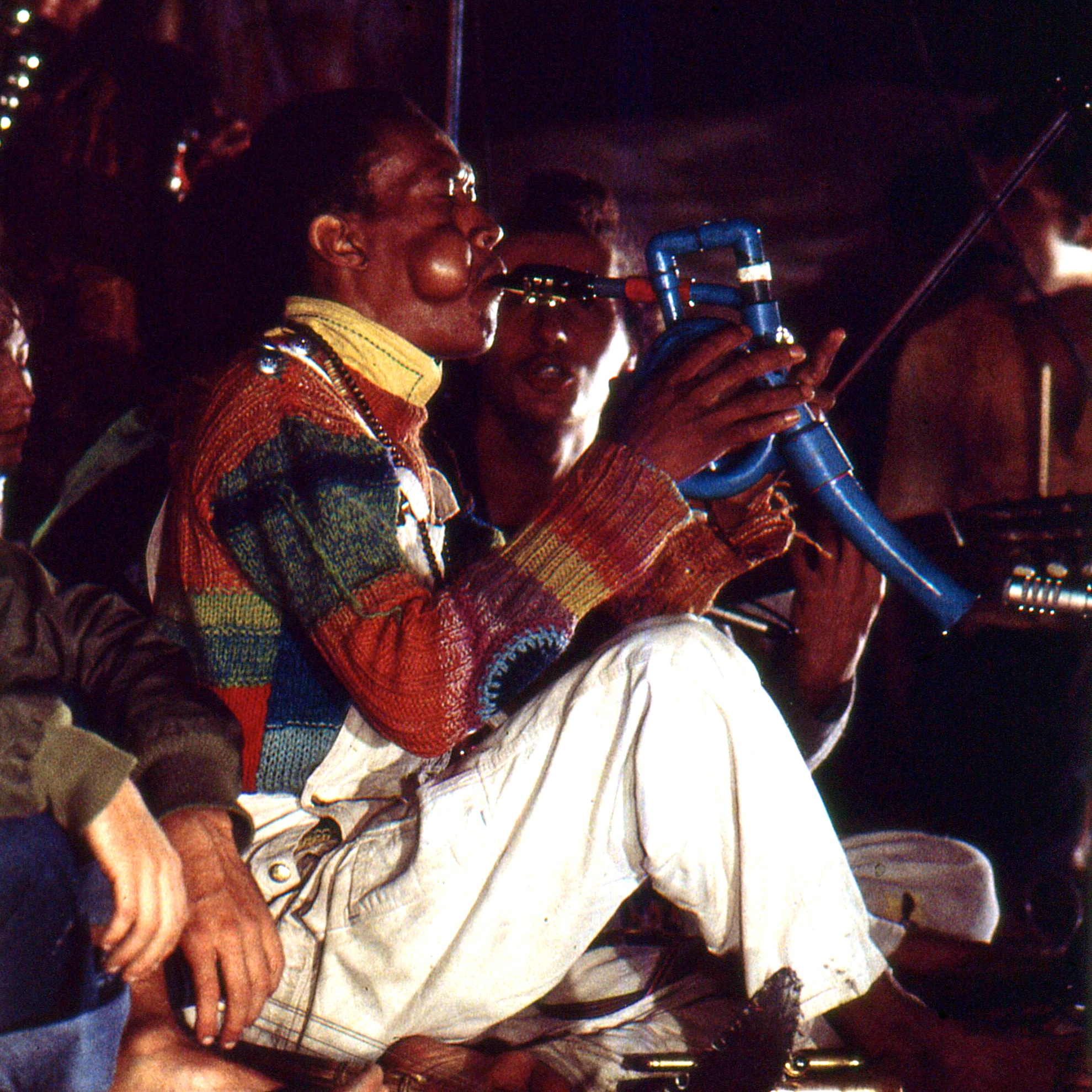
Don Cherry 1975 bei einem Auftritt in Florenz

„Xongly“ von Dørge und „Pa Tirstag“ von Tchicai bearbeiten jeweils weiteres ergiebiges rhythmische Material, von denen das letztere besonders ansteckend sei, „und zwar dank eines Afrika geschuldetenn Grooves. Cherry und Tchicai erklingen in Stößen über dem rollenden Ostinato des Pianisten, während Snare und Becken scharfe Akzente setzen. Tchicais diszipliniertes Solo nimmt an Klezmer erinnernde Konturen an, setzt den Beat in Konturen und kehrt zu vertikalen Geysiren aus zerknitterten Noten zurück, bevor es zu einer Flut von sakralem Gesang ohne Saxophon wechselt. Schweizer ist wieder einmal Modell eines formbaren Rock[-Riff]s, robust, aber reaktionsschnell und verbindet Francioli und Favre in einem turbulenten Rennen mit den Hörnern.“
Der Kritiker Ed Hazell (Point of Departure) schrieb, bei einigen Bands sei die Musik umso besser, je weniger sie sich vorbereiteten. Dies sei auch bei den Musikern dieses All-Star-Quintetts der Fall, die sich alle aus anderen Situationen kannten, kurz ein paar Melodien durchgespielt haben, dann die Bühne des Willisau-Festivals betraten und dieses außergewöhnliche Set spielten. Der wunderschön aufgenommene Mitschnitt der Performance zeige, was eine Gruppe disziplinierter Improvisatoren tun kann, wenn nur ein Minimum an Material vorhanden sei, um das Zuhören, die Intuition und das spontane Komponieren zu ermöglichen.
Die Musiker beginnen mit einer Kollektivimprovisation, in der man hören könne, so der Autor, „wie sie eine Form entwickeln, während sie weitergehen.“ Die Stimme jedes Beteiligten erscheine im Ensemblespiel – „Tchicai eckig und kryptisch, Cherry verspielt und schelmisch, Schweizer intelligent und perkussiv, und Francioli und Favre treiben die Musik mit afrikanischen Rhythmen und purer Energie voran.“ Sie seien nach Ansicht Hazells eine Ego-freie Gruppe, niemand habe das Bedürfnis, ständig zu spielen, daher variiere die Instrumentierung, die Tempi verändern sich, und sie spielten mit dem Bewusstsein, dass Dichte, Farbe und Textur im Kontrast stehen müssen. „Und als sie schließlich gegen Ende in Tchicais hübsches „The Real Kirsten“ swingen, fühlt es sich an, als würden sie das Ziel erreichen, auf das sie immer hingearbeitet haben.“

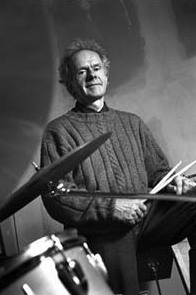
Pierre Favre (1994). Fotografie von Erling Mandelmann

Der zweite Titel des Albums sei episodisch, da verschiedene Vamps, von denen die meisten spontan kreiert wurden, die Musik in neue Bereiche treibe, die die Band erkunden könne. „Tchicais wunderbar betitelter ‚Transport of Noodels‘ taucht einige Minuten in die Improvisation und wieder gegen Ende auf.“ „Musical Monsters 3“ sei im Wesentlichen ein Head-Arrangement des Gitarristen Pierre Dorges Komposition „Xongly“, aber selbst hier sei die Darbietung unterschiedlich, mit einem Trio-Abschnitt für Cherry, der am meisten unbeschwert und sorglos spiele, und Tchicai, der ein Solo mit einem vibrato-schweren, wässrigen Fluss über einen sich verstärkenden Vamp spiele, der in einem blitzschnellen Tempo gespielt werde. Schweizer befinde sich hier in ihrer höchst erfreulichen, anmutigen Dissonanz, auch im schnellen Tempo. „Dies ist eine großartige historische Entdeckung, die mehr als 35 Jahre nach ihrer Wiedergabe noch lebhaft und relevant klingt.“
John Fordham (The Guardian) verlieh dem Album drei (von fünf) Sterne und meinte: „die fünf böten eine in einem Gespräch kurz vor dem Gig vorbereitete, locker gestaltete, berauschende Musik, bei der minimale Trompetenmuster genial nachdenkliche Ornette Coleman-artige Motive und schnell beigesteuerte Bass-Walks avantgardistische Swing-Sprints entfessten. Über diesem steige Tchicais unheimliches, geigenartiges Altsaxophon an, oder die Hörner rauschten zusammen über Favres dröhnendem Trommeln und Schweizers fließenden Läufen. Es gebe eine Menge manisch abstrakter Vokalisierung sowie langsam-stolzierende Märsche in der Art von Albert Aylers Nummern. Der Track ‚Musical Monsters 3‘ ist annähernd und unerwartet tanzbar, und die unbegleiteten Soli demonstrieren sowohl die technische Klasse als auch den experimentellen Appetit aller Spieler. Es ist eine [Platte] für die Free-Jazzer, aber eine seltene.“
Der Kritiker Kevin Whitehead meinte in einer Sendung des National Public Radio, die fünf Improvisatoren seien in ausgelassener Stimmung gewesen, als sie 1980 auf dem Schweizer Festival zusammenkamen. „Ein Großteil der Musik, die sie an diesem Tag gemacht haben, war kollektiv improvisiert, aber mit ein paar eingängigen Melodien und einigen dieser verrückten Marschschlägen, die die europäischen Spieler damals liebten.“ Dieser Mitschnitt sei ein hervorragendes Beispiel dafür, wie gut solche einmaligen Meetings mit den richtigen Spielern funktionieren können. Tatsächlich seien die Trompeten-Chops von Don Cherry ziemlich wackelig, wie es oft in späteren Jahren der Fall war, so Whitehead, aber sein melodischer Ton könnte die Truppen immer noch sammeln und sein Einfluss ist auf die gesamte Musik erkennbar. Er liebte rollende Rhythmen, Fanfaren und lange Improvisationen, die von eingängigen Themen unterbrochen wurden. In den 60er Jahren hatten er und der Saxophonist John Tchicai zusammen in den New Yorker Contemporary Five gespielt. Als sie 1980 wiedervereinigt wurden, machten sie ihre Melodien außergewöhnlich lebendig, selbst wenn Cherrys Lippen unsicher sind.
Whitehead hob hervor, es sei Don Cherrys Verdneist gewesen, in den Jazz die Skalen und Rhythmen außereuropäischer Musiksysteme von Indien bis nach Westafrika und darüber hinaus eingebracht zu haben. Diese Einflüsse gaben den Improvisatoren mehr Möglichkeiten, abwechslungsreiche Musik zu kreieren. Wie Don Cherry sei auch der Däne John Tchicai „ein internationaler Brückenbauer“ gewesen, der viele Jahre in den USA gearbeitet hatte. Der Autor hob hervor, das der Saxophonist, obwohl er die meisten der Stücke geschrieben hatte, die das Quintett spielte, mehr als jeder andere unaufdringlich spielte. „Tchicai kann eine ruhige Aussage treffen, die die Richtung der gesamten Band ändert, weil die anderen Spieler zuhören und antworten.“ Hören Sie hier, wie die Pianistin Irene Schweizer mitspielt.

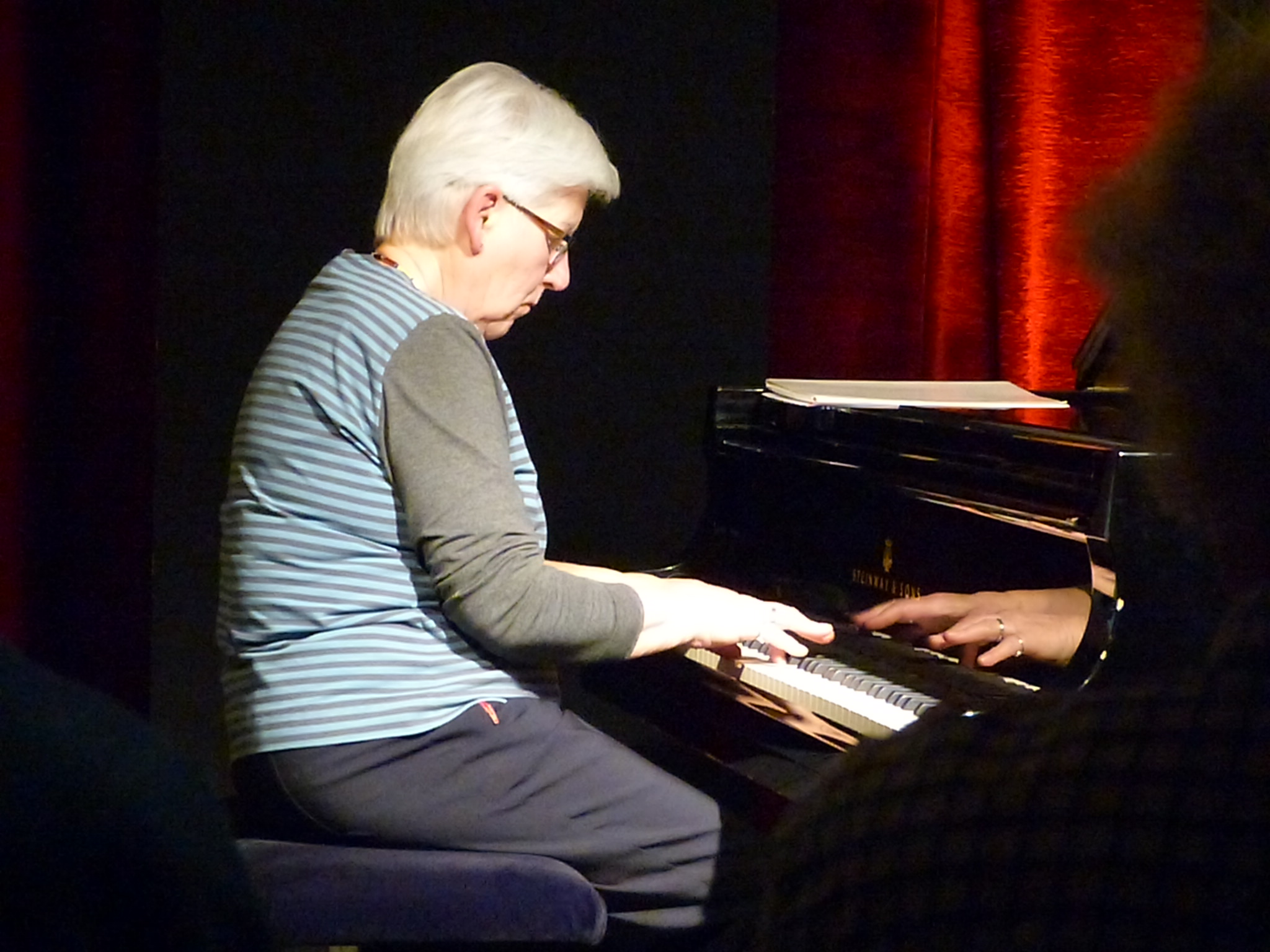
Irene Schweizer 2014

Diese Art von leicht strukturiertem Improvisieren werde oft als Free Jazz bezeichnet, erklärt Whitehead resümiererend. „Manche Leute verstehen das als Freiheit von gutem Material wie Melodie oder Harmonie oder Swing. Freier Jazz bedeutet für Don Cherry und seine Mitreisenden jedoch die Freiheit, sich für alles zu entscheiden, offen für alle möglichen Musikströme und -strategien zu sein, Riffs zu spielen oder sie abzulehnen oder in dem zu arbeiten, was ihnen gerade gefällt. In diesem Fall wurde es zu einem wortwörtlichen, einzigartigen Kunstwerk. Diese fünf Spieler haben nie wieder zusammengearbeitet, aber die Musik, die sie gemacht haben, klingt 36 Jahre später frisch.“
Thomas Fitterling schrieb in Rondo, alle vier europäischen Spieler waren wahrlich „Musical Monsters“ des Free Jazz gewesen, in einer Spielweise, die gern „mit Motiven jonglierte, die im Falle von Don Cherry auch von schlichter Sangbarkeit sein durften“. Tchicai hätte den an Ornette Coleman angelehnten Ansatz „mit der spirituellen Geste und dem virilen Ton“ John Coltranes verbunden und wäre dabei doch „selbstironisch geerdet“ geblieben. Im kollektiven Spiel oder in Trio, Duos und unbegleiteten Soli vollzöge sich „eine durchgehend spannende Musik der respektvollen Interaktion. Tutti gespielte Motive dienten als Scharniere für abwechslungsreiche Explorationen.“ Dabei hätte Irène Schweizer mit perkussiven Aktionen zur heimlichen Orientierung beigetragen, und Pierre Favre habe das Geschehen mal „mit feinsinnigen Patterns, Swingreminiszenzen und mal mit energetischem Pulsieren“ unterfüttert. „Léon Francioli gab der Achse Schweizer-Favre die adäquate Tiefendimension und verankerte dabei die Bläser“. Der Mitschnitt sei Freie Musik, resümiert Fitterling, „die sich im Nachhinein so stimmig und logisch“ erweise, was äußerst selten vorkomme. Hier wäre ein Schatz gehoben worden, „der erst in der Gegenwart so richtig seinen Glanz preisgibt.“
Bei den NPR Jazz Critics Poll kam das Album auf den siebten Platz, vor A Multitude of Angels von Keith Jarrett und hinter The Savory Collection, Volume 1: Body and Soul: Coleman Hawkins & Friends.